# Allium adenanthum
Allium adenanthum — вид квіткових рослин з піродини цибулевих (Allioideae). Ендемік Туреччини.

## Таксономія
У рамках таксономічних досліджень Allium sect. Codonoprasum середземноморської флори виявлено помітну морфологічну мінливість роду й описано нові для науки види, серед яких A. adenanthum. Епітет стосується листків оцвітини, всипаних численними дрібними залозками на внутрішній поверхні.

## Біоморфологічна характеристика
Цибулина еліпсоїдна, 12–18 × 8–12 мм, зовнішні оболонки сірувато-бурі. Стебло прямовисне, гнучке, запушене, 16–50 см заввишки, зазвичай на 1/3–1/2 загальної довжини вкрите листковими піхвами. Листків 3–4, коротші за суцвіття, суцільно густо запушені, пластина напівциліндрична, до 25 см завдовжки, ребриста. Суцвіття дуже нещільне, 6–8 см в діаметрі, з 10–25(35) квітками. Обгортки суцвіття трохи довші за нього, на придатках волосисті. Оцвітина дзвінчата, від зеленуватого до багряно-рожевого забарвлення, 4–5 мм завдовжки, листочки оцвітини рівні, еліптичні, з внутрішньої поверхні всипані численними дрібними жовтуватими залозками, зовнішні 1.8–2 мм завширшки, внутрішні 1.5–1.8 мм завширшки, середня жилка зеленувато-пурпурна, гладкі й закруглені на верхівці. Тичинки з простими нитками, які майже рівні; пиляки жовті. Коробочка тристулкова, обернено-яйцювата, 4 × 4–4.5 мм. 2n = 2x = 16. Цвіте з червня до початку липня.

## Поширення
Allium adenanthum був зібраний у чотирьох місцях південно-західної Анатолії, таких як пагорби навколо Гечек поблизу Фетхіє, Каналікой поблизу Мугли, Мармарис і Сандрас Даг. У цих місцях він зазвичай росте на галявинах лук і маквісів.